# Rudolf Dietelbach

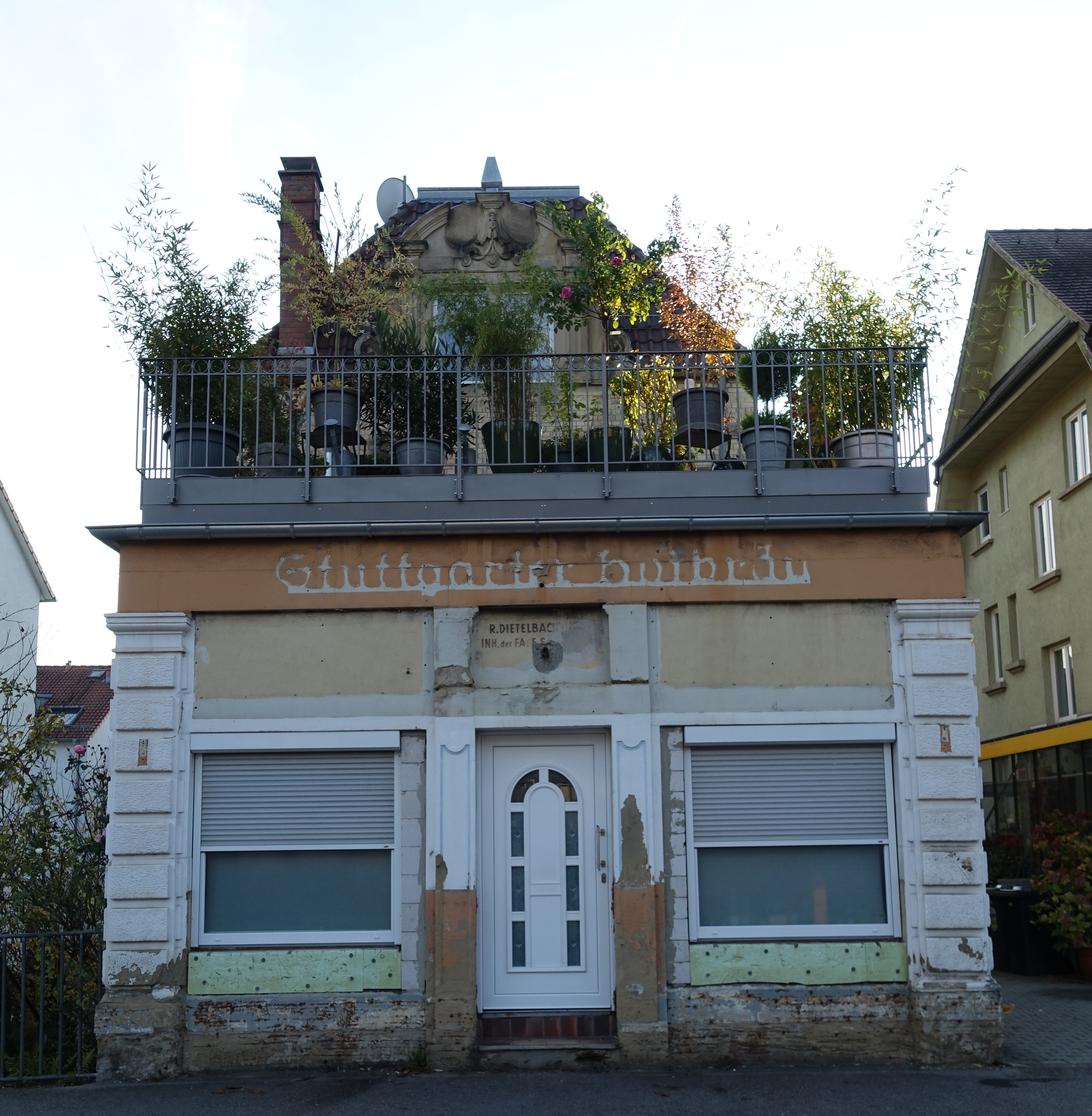
Atelier von Rudolf Dietelbach gegenüber dem Pragfriedhof in Stuttgart, 2018.

Rudolf Alexander Dietelbach (* 22. Dezember 1847 in Stuttgart; † 25. September 1917 in Stuttgart) war ein deutscher Bildhauer in Stuttgart, der Porträtbüsten und Porträtmedaillons in Marmor und Bronze schuf.

## Leben
Dietelbach war der Sohn des Medailleurs und Hofgraveurs Gottlob August Dietelbach (1806–1870), seine Mutter war Caroline Rapp († 1877). Dietelbach nahm 1870/1871 als Hauptmann der Königlich Württembergischen Landwehr am Deutsch-Französischen Krieg teil. Bis 1873 studierte er unter dem Bildhauer Theodor von Wagner an der Stuttgarter Kunstschule. Anschließend bildete er sich in Berlin und auf Auslandsreisen nach Paris, London und Italien weiter.

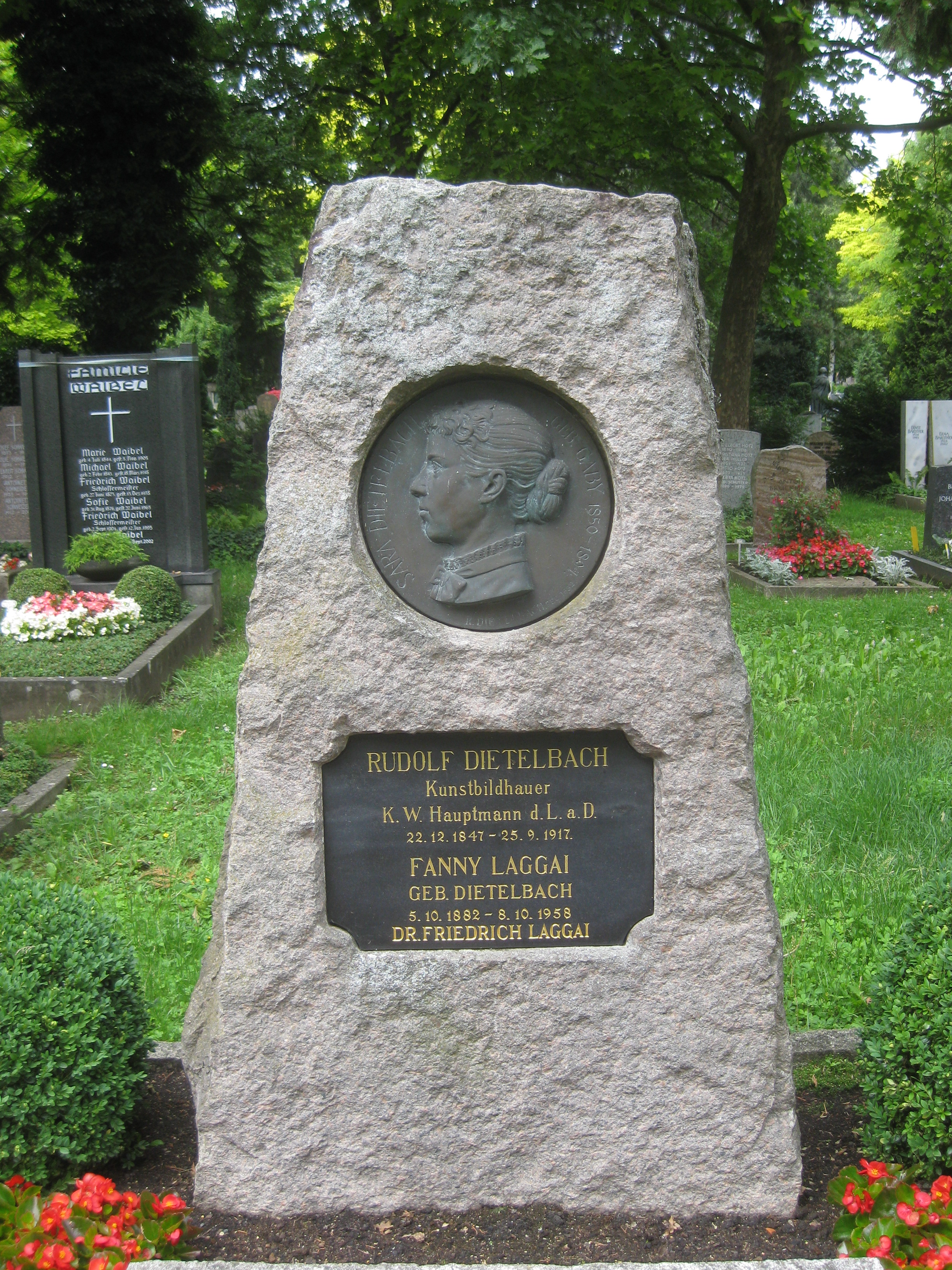
Grab Rudolf Dietelbach (Pragfriedhof Stuttgart)

Ab 1874 wohnte und arbeitete Dietelbach in Stuttgart, zuerst in verschiedenen Mietwohnungen, ab 1880 in einem eigenen Haus in der Bahnhofstraße 12, wo er in vorteilhafter Nähe zum Pragfriedhof sein „Atelier für Grabmonumente“ einrichtete. Nach 1910 erbaute er als Altersruhesitz ein weiteres Haus in der Kornbergstraße 37, das außerhalb der Innenstadt in Halbhöhenlage im damals ruhigen Stuttgarter Westen lag.
Er spezialisierte sich auf Porträtbüsten und Porträtmedaillons meist württembergischer Persönlichkeiten sowie Grabreliefs in Marmor und Bronze, unter anderem ein Bronzerelief des Dichters Eduard Mörike, ein Marmorrelief des Arztes und Medizinforschers Robert von Mayer und ein Marmorrelief des Juristen Wilhelm Ganzhorn.

## Familie
Dietelbach war in erster Ehe mit Sara Gaby (1850–1894) verheiratet. Nach ihrem Tod errichtete er auf dem Pragfriedhof ein Familiengrab mit dem bronzenen Porträtrelief seiner Frau, das er 1882 im Jahr der Geburt seiner Tochter geschaffen hatte. Aus der Ehe ging die Tochter Fanny Laggai (1882–1958) hervor, die mit ihrem Mann Friedrich Laggai ebenfalls in dem Familiengrab bestattet wurde. In zweiter Ehe heiratete Dietelbach Mathilde Beißwänger. Er starb im Alter von fast 70 Jahren am 25. September 1917 in Stuttgart. Seine zweite Frau überlebte ihn, sie starb nach 1920.

## Werkliste
| Bild | Jahr | Ort       | Standort                                                                      | Objekt |
| ---- | ---- | --------- | ----------------------------------------------------------------------------- | --- |
|      | 1877 | Berlin    | Friedhof III der Jerusalems- und Neuen Kirchengemeinde vor dem Halleschen Tor | Marmornes Medaillonrelief des Schauspielers Friedrich Haase, Grab auf dem Friedhof III der Jerusalems- und Neuen Kirchengemeinde vor dem Halleschen Tor in Berlin. → Foto des Grabs.                                                    |
|      | 1877 | Unbekannt |                                                                               | Bronzebüste von Herzog Wilhelm Eugen von Württemberg, Guss: Wilhelm Pelargus. Sollte im Park der Villa Berg aufgestellt werden. Verbleib unbekannt.                                                                                     |
|      | 1877 | Heilbronn | Alter Friedhof                                                                | Marmornes Medaillonrelief des Arztes und Medizinforschers Robert von Mayer, Grab auf dem Alten Friedhof Heilbronn. |
|      | 1877 | Stuttgart | Pragfriedhof                                                                  | Bronzenes Medaillonrelief des Dichters Eduard Mörike, Grab auf dem Pragfriedhof Stuttgart, Abteilung 10. |
|      | 1880 | Tübingen  | Stadtfriedhof Tübingen                                                        | Bronzenes Medaillonrelief mit dem Porträt des Juristen Christian Reinhold Köstlin und seiner Frau, der Sängerin und Liedkomponistin Josephine Caroline Lang, Grab auf dem Stadtfriedhof Tübingen, Abteilung D VI/15. → Fotos des Grabs. |
|      | 1880 | Tübingen  | Stadtfriedhof Tübingen                                                        | Bronzenes Medaillonrelief mit dem Porträt des Theologen Johann Tobias Beck, Grab auf dem Stadtfriedhof Tübingen, Abteilung M VI/16. → Foto des Grabs.                                                                                   |
|      | 1880 | Stuttgart | Uff-Kirchhof                                                                  | Marmornes Medaillonrelief mit dem Porträt des Juristen Wilhelm Ganzhorn, der das Lied „Im schönsten Wiesengrunde“ schuf, Grab auf dem Uff-Kirchhof Stuttgart, Abteilung 8. → Foto des Grabs.                                            |

## Ehrungen
- Friedrichsorden I. Klasse.
- Silberne Erinnerungsmedaille zum 25. Regierungsjubiläum von König Karl, 1889.[8]